# Kapelica sv. Ante Padovanskoga u Živinicama
Kapelica sv. Ante Padovanskoga u Živinicama, rimokatolička kapela. Nalazi se u središtu grada. Sagradili su ju na svojoj zemlji Anto i Mijo Tadić 1912. godine i darovali je Katoličkoj Crkvi. Kapelica je na području Živinica najstariji sačuvani katolički sakralni objekt sagrađen od čvrstih materijala,. Godine 1969. osnovana je župa sv. Ivana Krstitelja odvajanjem pojedinih naselja od župe Morančana. Kad je osnovana župa, nije imala crkvu, nego samo tu kapelicu. Namjeravalo se novu župu posvetiti sv. Ivanu Vianneyu, ali prevladalo je da bude sv. Ivan Krstitelj. Dugo je kapelica bila jedini pravi sakralni objekt za katolike i trebalo je 20 godina da bi ga župa dobila. Dotad su se mise služile u ovoj kapelici i u dvorani današnjeg župnog ureda. Kapelica je spomenik kulture. Kapela je renovirana 2014. godine i otada se za spomendane Sv. Ante i Padovanskog i Pustinjaka slavi sv. misa.